# Wendy Williams (actriz porno)
Wendi Williams (Pikeville, Kentucky; 3 de mayo de 1976) es una actriz pornográfica transexual, modelo y directora estadounidense. Miembro del Salón de la Fama de la AVN desde 2014.

## Biografía
Wendy Williams nació y se creció en la ciudad de Pikeville (Kentucky), de donde era su familia, que se dedicaba a la minería. Pasó una infancia difícil debido al alcoholismo de su padre. En 1997 se licenció en Comunicación por la Universidad de Kentucky.
A comienzos del 2000, Williams trabajaba de camarera en bar de ambiente. Fue en esa etapa cuando un amigo le mostró el sitio web de la actriz transexual Meghan Chavalier, y le invitó a probar suerte en el mundillo. Williams aceptó la oferta, y se dispuso a lanzar su propio espacio web, aunque fue reacia a mostrase desnuda, cosa que no accedió a hacer hasta 2002.
En 2003, Williams conoció a la actriz británica Joanna Jet durante el rodaje de su película porno Jet Set. Fue ella quien inició a Wendy Williams en el mundo de la pornografía, mostrándole los pasos necesarios para producir un filme y que fuera distribuido. Con esas ideas en la cabeza, Williams comenzó el rodaje de Wendy's Wild Shemales , su primer vídeo que contó con la colaboración de Jet. En 2005, Williams creó su propia productora.
Decidió trasladarse de nuevo a Kentucky para desarrollar su empresa, donde produjo y dirigió películas porno para Hot Wendy Productions. En 2010 fue elegida para presentar un premio en la gala de los AVN, siendo la segunda actriz transexual, después de Joanna Jet, en hacerlo. En esa ocasión, lo copresentó con la cómica Margaret Cho.
Williams apareció en la gala de 2016 de los Tranny Awards para presentar el premio póstumo a la trayectoria de Kimberly Devine. 
Se retiró como actriz en 2019, habiendo rodado más de 80 películas como actriz y otras 17 como directora. Entró en el Salón de la Fama de los Premios AVN en 2014.

## Premios y nominaciones
| Año  | Ceremonia                 | Resultado | Premio                                                         | Trabajo                                |
| ---- | ------------------------- | --------- | -------------------------------------------------------------- | -------------------------------------- |
| 2006 | Premios AVN               | Nominada  | Artista transexual del año                                     | —                                      |
| 2007 | Premios AVN               | Nominada  | Artista transexual del año                                     | —                                      |
| 2008 | Premios AVN               | Nominada  | Artista transexual del año                                     | —                                      |
| 2009 | Premios AVN               | Ganadora  | Artista transexual del año                                     | —                                      |
| 2009 | Tranny Awards             | Ganadora  | Best Solo TG Website Mejor actuación en solitario en portalweb | —                                      |
| 2010 | Premios AVN               | Nominada  | Artista transexual del año                                     | —                                      |
| 2010 | Premios XBIZ              | Ganadora  | Artista transexual del año                                     | —                                      |
| 2011 | Premios AVN               | Nominada  | Artista transexual del año                                     | —                                      |
| 2012 | Premios AVN               | Nominada  | Artista transexual del año                                     | —                                      |
| 2012 | Premios AVN               | Nominada  | Mejor escena escandalosa de sexo                               | Wendy Williams Uncensored 2            |
| 2012 | Tranny Awards             | Nominada  | Mejor personalidad de Internet                                 | —                                      |
| 2012 | Tranny Awards             | Nominada  | Mejor modelo hardcore                                          | —                                      |
| 2012 | Urban X Awards            | Ganadora  | Mejor actriz transexual interracial                            | —                                      |
| 2012 | Premios XBIZ              | Nominada  | Artista transexual del año                                     | —                                      |
| 2013 | Premios AVN               | Nominada  | Artista transexual del año                                     | —                                      |
| 2013 | Premios AVN               | Nominada  | Mejor escena de sexo transexual                                | Buck Angel's Sexing The Transman XXX 2 |
| 2013 | Nightmoves                | Nominada  | Mejor actriz transexual                                        | —                                      |
| 2013 | The Fannys                | Nominada  | Mejor actriz transexual                                        | —                                      |
| 2013 | Tranny Awards             | Nominada  | Premio diva voluptuosa                                         | —                                      |
| 2013 | Tranny Awards             | Nominada  | Mejor actuación en sitio web                                   | —                                      |
| 2013 | Tranny Awards             | Nominada  | Mejor personalidad de Internet                                 | —                                      |
| 2013 | Premios XBIZ              | Nominada  | Artista transexual del año                                     | —                                      |
| 2014 | Premios AVN               | Ganadora  | Entra en el Salón de la Fama                                   | —                                      |
| 2014 | The Fannys                | Nominada  | Mejor actriz transexual                                        | —                                      |
| 2014 | Premios XBIZ              | Nominada  | Artista transexual del año                                     | —                                      |
| 2014 | Premios XBIZ              | Nominada  | Mejor director transexual                                      | —                                      |
| 2015 | Premios AVN               | Nominada  | Artista transexual del año                                     | —                                      |
| 2015 | Premios AVN               | Nominada  | Mejor escena de sexo transexual                                | I Kill It TS 6                         |
| 2016 | Premios AVN               | Nominado  | Premio fan: Mejor actriz transexual                            | —                                      |
| 2016 | Premios AVN               | Ganadora  | Premio fan: Mejor estrella mediática                           | —                                      |
| 2017 | Premios AVN               | Nominada  | Premio fan: Artista transexual favorita                        | —                                      |
| 2017 | Premios AVN               | Nominada  | Premio fan: Artista webcam transexual                          | —                                      |
| 2018 | Transgender Erotic Awards | Nominada  | Mejor sitio web solo                                           | WendyWilliams.xxx                      |
| 2018 | Premios AVN               | Nominada  | Premio fan: Mejor artista transexual                           | —                                      |
| 2019 | Premios AVN               | Nominada  | Premio fan: Mejor artista transexual                           | —                                      |
| 2019 | Premios AVN               | Nominada  | Premio fan: Camtrans favorita                                  | —                                      |